# Финале Европског првенства у фудбалу 2016.
Финале Европског првенства 2016. године била је фудбалска утакмица која се одиграла 10. јула 2016. на Стад де Франсу у Сен Денију, Француска, како би се одредио победник Европског првенства 2016. године. Селекција Португалије поразила је домаћина Француску с резултатом 1 : 0 после продужетака. Једини погодак на мечу постигао је Едер.
Овом победом је Португалија постала десети освајач Европског првенства у историји. Ово је било други пут да Португалија учествује у финалу Европског првенства; први пут је играла у финалу 2004. кад је изгубила од Грчке. Француска је постала друга земља домаћин која је изгубила у финалу Европског шампионата (поред поменуте Португалије) и доживела је први пораз у значајном континенталном такмичењу које се одржавало у њиховој земљи још од Европског првенства 1960. где су завршили четврти. Ово финале је укупно било пето које се завршило нерешеним резултатом након првих деведесет минута игре и друго финале где је победник био одлучен у продужецима, након финала из 1960.
Као победник Европског првенства, Португалија је играла Куп конфедерација наредне године, које се играло у Русији.

## Стадион
Финале се одиграло на Стадиону Француске (франц. Stade de France) у предграђу Париза Сен Дени. Уефа се 25. априла 2014. определила да тај стадион угости финалисте предстојећег Европског првенства. Главни град Француске је претходно био домаћин два финала Европског првенства и то 1960. и 1984. (оба финала су била одиграна на Парку принчева).
Стадион је отворен 1998. године. Исте године је одиграно Светско првенство. На њему се тад одиграло девет мечева, укључујући и финале. Стад де Франс представља национални стадион и на њему су се одиграла и играју многа финала домаћих такмичења попут Купа Француске и Лига купа Француске у фудбалу. Стадион је вишенаменски па се на њему игра и финале Топа 14, најјаче рагби јунион лиге у Француској и Европи. Стадион нема сталног корисника па он служи као други домаћи стадион за паришке рагби тимове Стад Франс и Расинг 92 који на њему играју неке од својих лигашких мечева. На Стадиону Француске се такође играју и националне утакмице фудбалске и рагби јунион репрезентације.
Куп конфедерација из 2003. године се играо на овом стадиону. Играла су се и финала Лиге шампиона и то 2000. и 2006. Што се тиче рагбија, на Стад де Франсу су се играла Светска првенства у рагбију (1999, 2007). Један је од сталних стадиона Купа шест нација од 1998. године, а на њему је одржано и финале Купа европских шампиона у рагбију 2010. године.
Стадион Француске је такође био домаћин Светског првенства у атлетици на отвореном 2003. године а од 1999. овде се одржава Атлетски митинг Арева. На стадиону се такође одржава мото-спорт — био је домаћин такмичења Трка шампиона 2004, 2005. и 2006.
Стад де Франс, према Уефиној категоризацији, има четири звездице. Био је највећи стадион на Европском првенству, а у Европи је по капацитету на шестом месту са капацитетом од 81.338 места. Финални меч је био укупно седми који је одигран на Европском првенству.

## Позадина
Француска је претходно одиграла два финала Европског шампионата: против Шпаније 1984. као домаћин и против Италије у Холандији 2000. Португалија је једном била учесник финала; изгубила је против Грчке као домаћин 2004. године.
Две репрезентације су се претходне среле 24 пута. Прва утакмица између њих била је 1926. када је Француска добила са 4 : 2 у Тулузи. Све до овог финала из 2016, Француска је била успешнија на 18 утакмица, а Португалија на 5, док је једанпут било нерешено. Последња победа за Португалце била је 1975. у пријатељском мечу. Од тада је Француска на свих десет наредних сусрета изашла као победник. Сва њихова три такмичарска састајања у полуфиналима ЕП 1984, ЕП 2000. и Светског првенства 2006. завршена су у корист Француза.

## Пут до финала
Напомена: У утакмицама испод је прво наведен резултат финалисте, а потом резултат противника.
| Тим         | У | П | Н | И | ДГ | ПГ | ГР | Б |
| ----------- | - | - | - | - | -- | -- | -- | - |
| Мађарска    | 3 | 1 | 2 | 0 | 6  | 4  | +2 | 5 |
| Исланд      | 3 | 1 | 2 | 0 | 4  | 3  | +1 | 5 |
| Португалија | 3 | 0 | 3 | 0 | 4  | 4  | 0  | 3 |
| Аустрија    | 3 | 0 | 1 | 2 | 1  | 4  | −3 | 1 |

| Тим        | У | П | Н | И | ДГ | ПГ | ГР | Б |
| ---------- | - | - | - | - | -- | -- | -- | - |
| Француска  | 3 | 2 | 1 | 0 | 4  | 1  | +3 | 7 |
| Швајцарска | 3 | 1 | 2 | 0 | 2  | 1  | +1 | 5 |
| Албанија   | 3 | 1 | 0 | 2 | 1  | 3  | −2 | 3 |
| Румунија   | 3 | 0 | 1 | 2 | 2  | 4  | −2 | 1 |

## Пред меч

### Лопта
Лопта коришћена у нокаут фази и финалу такмичења носила је назив Adidas Fracas, а њу је осмислио и дизајнирао немачки Адидас. Лопта је била представљена током трајања шампионата, а званично је била издата 20. јуна. Први пут су се користиле више од једне лопте на неком Европском првенству (не рачунајући финала). Лопта је била плаве, беле и црвене боје по узору на француску заставу, а на лопти су се виделе и цифре које формирају број „2016” као и натпис „EURO”. Дизајн лопте која је коришћена у финалу био је врло сличан лопти Adidas Beau Jeu (у дословном преводу „прелепа игра”) која се користила у групној фази такмичења.

### Мољци
Пре но што је меч почео, на терен су долетели мољци, који су припадали врсти гама совице (лат. Autographa gamma). Лептири су правили проблеме играчима, тренерима и организаторима. Стручњаци су објаснили да су мољци дошли на терен јер су радници на стадиону оставили упаљена светла дан пред финалне утакмице. Ти мољци у летње време одлазе ка хладнијим пределима. Наиме, ветрови који су тад дували водили су их ка Стад де Франсу, а привукла их је јака светлост са стадиона што је уроковало да се велики број њих приземљи на терен.

### Арбитри
Дана 8. јула 2016, Судијски одбор Уефе одлучио је да ће 41-годишњи енглески судија Марк Клатенбург судити финале Европског првенства. Прве помоћнике је чинио његов стандардни тим — Сајмон Бек и Џејк Колинс, а додатни асистенти били су Ентони Тејлор и Андре Маринер. Мађар Виктор Кашаи је био четврти судија, а резерва му је био земљак Ђерђ Ринг. Клатенбург је постао тек други арбитар који је судио и финале Лиге шампиона и финале Европског првенства у истој сезони, након што је то урадио Педро Проенса 2012. године. Поред споменута два такмичења, судио је још једно финале те сезоне — финалну утакмицу енглеског ФА купа између Кристал паласа и Манчестер јунајтеда. Клатенбург је постао признати Фифин судија 2007. године и сматрао се за једног од најбољих судија у Европи. Такође је делио правду на утакмици за златну медаљу на Олимпијским играма у Лондону 2012. године а делио је правду и на УЕФА суперкупу 2014. У својој земљи, поред финала ФА купа, редовно је судио у Премијер лиги а делио је правду и у финалу Лига купа 2012. и Комјунити шилду 2013. године. Поред Артура Елиса (који је био судија у финалу из 1960) и Артура Холанда (који је био судија у финалу из 1964), Клатенбург је трећи енглески арбитар који је судио финале Европског шампионата. Финални меч је био укупно четврти који је Клатенбург судио на ЕП 2016.

### Насиље
Неколико сати пре почетка финала, дошло је до сукоба између навијача који су се налазили код Ајфеловог торња. Полиција је покушавала да склони навијаче због велике гужве и претрпаности која је настала. Полицајци су чак извели омању контролисану експлозију близу комплекса стадиона док су навијачи палили канте за смеће. Премда се ситуација током меча смирала, нереди су опет почели између навијача изван стадиона. Подручје око Ајфелове куле и Јелисејских поља је привремено проглашено опасним, па је полиција издала саопштење да се локално становништво неко време не опућује до поменутих знаменитости.

### Завршна церемонија
Пре почетка утакмице, у 20.45 часова, одржана је церемонија затварања такмичења. Наступили је мноштво познатих извођача међу којима су били и чланови Хора Радио Франса. Наступили су и припадници Паришке ватрогасне бригаде као и Француске републикансе гарде. Француски ди-џеј Давид Гета и шведска певачица Сара Ларсон извели су званичну нумеру такмичења This One's for You.

## Утакмица

### Детаљи
| Португалија | 1 : 0 (п. с. н.) | Француска |
| ----------- | ---------------- | --------- |
| - Едер 109’ | Извештај         |           |

| Португалија | Француска |

| Г               | 1  | Руи Патрисио           | 120+3’ |     |
| О               | 21 | Седрик Соарес          | 34’    |     |
| О               | 3  | Пепе                   |        |     |
| О               | 4  | Жозе Фонте             | 119’   |     |
| О               | 5  | Рафаел Гереиро         | 95’    |     |
| С               | 14 | Вилијам Карваљо        | 98’    |     |
| С               | 16 | Ренато Саншес          |        | 79’ |
| С               | 23 | Адријен Силва          |        | 66’ |
| С               | 10 | Жоао Марио             | 62’    |     |
| Н               | 17 | Нани                   |        |     |
| Н               | 7  | Кристијано Роналдо (к) |        | 25’ |
| Измене:         |    |                        |        |     |
| Н               | 20 | Рикардо Кварежма       |        | 25’ |
| С               | 8  | Жоао Мотињо            |        | 66’ |
| Н               | 9  | Едер                   |        | 79’ |
| Тренер:         |    |                        |        |     |
| Фернандо Сантос |    |                        |        |     |

| Г           | 1  | Иго Лорис (к)    |      |      |
| О           | 19 | Бакари Сања      |      |      |
| О           | 21 | Лоран Косјелни   | 107’ |      |
| О           | 22 | Самуел Умтити    | 80’  |      |
| О           | 3  | Патрис Евра      |      |      |
| С           | 18 | Муса Сисоко      |      | 110’ |
| С           | 15 | Пол Погба        | 115’ |      |
| С           | 14 | Блез Матуиди     | 97’  |      |
| С           | 8  | Димитри Пајет    |      | 58’  |
| Н           | 7  | Антоан Гризман   |      |      |
| Н           | 9  | Оливије Жиру     |      | 78’  |
| Измене:     |    |                  |      |      |
| С           | 20 | Кингсле Коман    |      | 58’  |
| Н           | 10 | Андре-Пјер Жињак |      | 78’  |
| Н           | 11 | Антони Марсијал  |      | 110’ |
| Тренер:     |    |                  |      |      |
| Дидје Дешан |    |                  |      |      |

| Играч утакмице: Пепе Помоћне судије: Сајмон Бек Џејк Колинс Четврти судија: Виктор Кашаи Додатне помоћне судије: Ентони Тејлор Андре Маринер Резерви помоћни судија: Ђерђ Ринг | Правила: - 90 минута регуларног дела утакмице; - 30 минута продужетака, уколико је резултат после регуларног дела нерешен; - уколико је резултат и после продужетака нерешен, изводи се пенал-серија; - дозвољене максимално три измене по екипи. |

### Статистика
| Статистика     | Португалија | Француска |
| -------------- | ----------- | --------- |
| Дато голова    | 0           | 0         |
| Укупно шутева  | 4           | 7         |
| Шутева у гол   | 0           | 3         |
| Одбрана        | 3           | 0         |
| Посед лопте    | 45%         | 55%       |
| Корнери        | 2           | 3         |
| Фаулови        | 2           | 2         |
| Офсајди        | 0           | 0         |
| Жути картони   | 1           | 0         |
| Црвени картони | 0           | 0         |

| Статистика     | Португалија | Француска |
| -------------- | ----------- | --------- |
| Дато голова    | 0           | 0         |
| Укупно шутева  | 2           | 10        |
| Шутева у гол   | 1           | 4         |
| Одбрана        | 4           | 2         |
| Посед лопте    | 48%         | 52%       |
| Корнери        | 1           | 3         |
| Фаулови        | 7           | 4         |
| Офсајди        | 0           | 1         |
| Жути картони   | 1           | 1         |
| Црвени картони | 0           | 0         |

| Статистика     | Португалија | Француска |
| -------------- | ----------- | --------- |
| Дато голова    | 1           | 0         |
| Укупно шутева  | 3           | 1         |
| Шутева у гол   | 2           | 0         |
| Одбрана        | 0           | 1         |
| Посед лопте    | 48%         | 52%       |
| Корнери        | 2           | 3         |
| Фаулови        | 3           | 7         |
| Офсајди        | 1           | 1         |
| Жути картони   | 4           | 3         |
| Црвени картони | 0           | 0         |

| Статистика     | Португалија | Француска |
| -------------- | ----------- | --------- |
| Дато голова    | 1           | 0         |
| Укупно шутева  | 9           | 18        |
| дато голова    | 3           | 7         |
| Одбрана        | 7           | 3         |
| Посед лопте    | 47%         | 53%       |
| Корнери        | 5           | 9         |
| Фаулови        | 12          | 13        |
| Офсајди        | 1           | 2         |
| Жути картони   | 6           | 4         |
| Црвени картони | 0           | 0         |